# Slagelse Sygehus
Slagelse Sygehus er et af fire sygehuse i Region Sjælland, som har en akutafdeling, der er specialiseret i hurtig behandling af akut opståede sygdomme.

## Specialer
Sygehuset tilbyder desuden behandlinger inden for:
- Kirurgi (sygdomme i mave og tarm, galdesten, brok, hæmorider, blindtarmsbetændelse, tarmslyng samt tyk- og endetarmskræft). Desuden tilbydes ambulante kikkertundersøgelser og behandling af for eksempel åreforkalkning og ballonudvidelse af karrene.
- Medicinske sygdomme (sygdomme i hjerte, mave, tarm, lever, lunge,ryg, hormon- og stofskifte samt gigt).
- Ortopædkirurgi (alle typer knoglebrud, håndkirurgi, amputationer, kikkertundersøgelser af knæ og håndled mv.).
- Arbejds- og socialmedicinske sygdomme (arbejdsrelaterede problemer som eksempelvis stress og fysisk belastning).

Desuden har sygehuset en Enhed for Tværfaglig Udredning og Behandling, hvor patienter får foretaget alle undersøgelser/behandlinger efter princippet "Samme dag under samme tag".
Sygehuset har også en række specialiserede behandlingstilbud, hvor patienter ofte henvises fra hele Region Sjælland:
- Neurologi (sygdomme i hjerne, rygmarv, nerver, muskler samt patienter med blodprop i hjernen).
- Karkirurgi (sygdomme i blodkar uden for hjerne og hjerte).
- Klinisk mikrobiologi (med speciale i resistente bakterier og rådgivning/betjening af praktiserende læger og andre sygehuse i regionen på dette område).

Derudover har sygehuset et afsnit for patienter med hoftebrud (kirurgisk behandling, ældremedicin og genoptræning) og en afdeling, der undersøger og behandler for kræft i mave og tarm.
Som nærmeste nabo til Slagelse Sygehus ligger Danmarks mest moderne psykiatrisygehus. Psykiatrisygehuset blev bygget færdigt i 2015 og samler en lang række psykiatriske afdelinger i Region Sjælland, herunder også Retspsykiatrien, der huser en landsdækkende Sikringsafdeling. Med Placering lige op til Slagelse Sygehus er der skabt unikke muligheder for at kombinere behandlingen af fysiske og psykiske sygdomme.
På Slagelse Sygehus er forskning prioriteret meget højt på tværs af alle afdelinger. Forskningen foregår i samarbejde med andre forskningsinstitutioner i Danmark og forskere fra både ind- og udland.
Slagelse Sygehus er desuden et stort uddannelsessted for mange forskellige faggrupper. Fra læge- og sygeplejerskestuderende til social- og sundhedsassistenter, bioanalytikere, fysio- og ergoterapeuter, radiografer, lægesekretærer, reddere, serviceassistenter m.fl.
Sygehuset indførte i September 2021 førerløse busser til intern transport af mennesker.

## Fremtidens sygehus
Når Sjællands Universitetshospital er bygget færdigt i 2022, flytter karkirugi fra Slagelse Sygehus til Køge. Ellers fortsætter alle behandlingstilbud i Slagelse, som desuden fra 2022 vil kunne tilbyde behandlinger inden for:
- Kvindesygdomme, graviditet og fødsler (fødselshjælp, barselpleje, nakkefolds- og misdannelsesscanning samt sygdomme i underlivet) samt et Familieambulatorium med rådgivning og behandling af gravide og deres partnere, som har eller har haft et forbrug af rusmidler
- Børne- og ungesygdomme (til de 0 - 18-årige med medicinske sygdomme, samt nyfødte og for tidligt fødte børn)
- Urinvejssygdomme (sygdomme, skader og misdannelser i nyrer, urinveje og mandlige kønsorganer)

En del af de nye behandlingstilbud bliver placeret i en ny tilbygning til Slagelse Sygehus, der står færdig i 2018. Bygningen giver samtidig bedre forhold for patienter med medicinske sygdomme.